# Choi Young-Hee
Choi Young-Hee es una deportista surcoreana que compitió en judo. Ganó una medalla de oro en el Campeonato Asiático de Judo de 1999, en la categoría de –70 kg.

## Palmarés internacional
| Campeonato Asiático | Campeonato Asiático | Campeonato Asiático | Campeonato Asiático |
| Año                 | Lugar               | Medalla             | Categoría           |
| ------------------- | ------------------- | ------------------- | ------------------- |
| 1999                | Wenzhou (China)     | Medalla de oro      | –70 kg              |